# Санта-Клара (приток Верджина)
Санта-Клара (англ. Santa Clara) — река в округе Вашингтон, штат Юта, США. Длина реки составляет около 84 км. Она течёт на запад, и впадает в реку Верджин к югу от центра города Сент-Джордж.
Высота устья — 773 м над уровнем моря. Высота истока — 2080 м над уровнем моря.

## История
Название реке дали первые путешественники, которые проходили по идущей вдоль реки Старой испанской тропе. Племена индейцев, проживавшие недалеко от устья реки, называли её «Тонакинт».
Археологические данные показывают, что индейское племя пуэблоанцев жило в этом районе с 700 г. до н. э. до 1200 г. н. э. Далее их сменила группа индейских племен южных пайютов, которые также занимались сельским хозяйством вдоль реки.
Первыми европейцами, увидевшими реку, были францисканские священники Сильвестр Велес де Эскаланте и Франсиско Атанасио Домингес. Когда 14 октября 1776 года они добрались до верхнего водораздела реки Верджин, то встретили представителей племени южных пайютов. Поскольку земля была покрыта зеленью, отец Эскаланте назвал эту местность «Дикси». Джедедайя Смит который путешествовал по этому маршруту в 1827 году, назвал её «Корн-Крик».
Маршрут, соединяющий Нью-Мексико с Калифорнией, был открыт в 1829-30 годах, торговцем из Санта-Фе Антонио Армихо, возглавлявшем торговую компанию из 60 человек и 100 мулов в Калифорнию. Партия Армихо смогла объединить маршруты, которые были получены экспедицией Домингеса-Эскаланте и исследованиями Джедедайи Смита. Когда Антонио Армихо достиг устья реки, он назвал её Санта-Клара.

## Водораздел
Река берёт начало в горах Пайн-Вэлли. Нижняя часть реки включает в себя речной заповедник, который был создан в 1997 году Бюро по управлению землями (BLM) городов Айвинс и Санта-Клара. Заповедник включает в себя 6500 акров общественных земель, отведенных для защиты местности, археологических и природных объектов. Он расположен в центральной части округа Вашингтон, на юго-западе городов Айвинс и Санта-Клара. Сбросы воды из водохранилища поддерживают потоки в течение ирригационных месяцев, но они прекращаются в конце осени и возобновляются весной.

## Экология
Вдоль берега реки растет множество растений — хлопчатник, разновидности ив, ясень бархатный и тамариск. Когда прекращается выпас скота, вся растительность, в том числе рогоз и осока, стабилизируют берега, собирая осадок и замедляя потоки воды.